# Fibulosebacea strigosa
Fibulosebacea strigosa — вид грибів, що належить до монотипового роду Fibulosebacea.